# Équitation aux Jeux olympiques d'été de 1924
Navigation
Anvers 1920 Amsterdam 1928
L'équitation aux Jeux olympiques d'été de 1924 à Paris est représentée par trois disciplines : le concours complet en individuel et par équipe, le dressage en individuel, le saut d’obstacles en individuel et par équipe. L'ensemble des épreuves se sont déroulées du 21 au 27 juillet 1924. Lors de cette édition, 17 nations ont participé aux épreuves équestres des jeux et ont été représentées par 111 athlètes.
C'est la première fois de l'histoire que les épreuves de sports équestres sont sous la juridiction de la Fédération équestre internationale fondée en 1921. La FEI s'est prononcée sur les disciplines présentes aux jeux, sur leur composition et sur le règlement à appliquer.
La Suède remporte le plus grand nombre de médailles lors de ces compétitions équestres avec quatre médailles dont deux en or. Elle est suivie par les Pays-Bas qui remportent deux médailles en or, et de la Suisse avec également deux médailles mais seulement une médaille d'or.

## Contexte
L'équitation prend de l'importance sur le plan sportif et se structure comme le prouve la création en 1921 de la Fédération équestre internationale (FEI) qui devient le nouvel organisme chargé des sports équestres au niveau international. Cette création est le fruit des échanges qui se sont tenus à Lausanne en mai 1921, à l'initiative de la France et de la Suède, entre dix délégations équestres nationales désireuses d'établir une fédération internationale avec des règles communes,. Dès la fin 1921, la FEI statue sur les disciplines équestres présentes aux jeux et sur leur composition. La voltige est ainsi supprimée du programme alors qu'elle était présente lors de l'édition de 1920. Les Jeux de 1924 sont donc les premiers Jeux où les sports équestres sont sous la juridiction de la FEI.

## Organisation

### Site des compétitions
Les compétitions se sont déroulées au stade olympique de Colombes et à l'hippodrome d'Auteuil.

### Calendrier
Les épreuves équestres se sont déroulées du 21 au 27 juillet 1924,.
| Dressage individuel          |
| Saut d'obstacles individuel  |
| Saut d'obstacles par équipes |
| Concours complet individuel  |
| Concours complet par équipes |

|  | Jour de compétition |

## Participation
Lors de cette édition, 17 nations ont participé aux épreuves équestres des jeux, représentées par 111 athlètes. L'Autriche, la Bulgarie, la Tchécoslovaquie, l'Espagne, la Pologne, le Portugal, la Suisse et la Yougoslavie font leur première participation de l'histoire dans les épreuves équestres. La Norvège, engagée en complet et en saut d'obstacles, ne prend finalement pas part à la compétition.
- Autriche (2)
- Belgique (11)
- Bulgarie (3)
- Danemark (1)
- Espagne (4)
- États-Unis (8)
- Finlande (1)
- France (12)
- Italie (8)
- Pays-Bas (5)
- Pologne (8)
- Portugal (4)
- Royaume-Uni (8)
- Suède (12)
- Suisse (12)
- Tchécoslovaquie (11)
- Yougoslavie (1)

## Épreuves
Six titres issus de trois disciplines sont disputés à l'occasion de ces Jeux olympiques d'été de 1924.
| Discipline       | Individuel | Par équipe | Total |
| ---------------- | ---------- | ---------- | ----- |
| Dressage         | 1          | 0          | 1     |
| Saut d'obstacles | 1          | 1          | 2     |
| Concours complet | 1          | 1          | 2     |
| Total            | 3          | 2          | 5     |

## Compétition et résultats

### Dressage

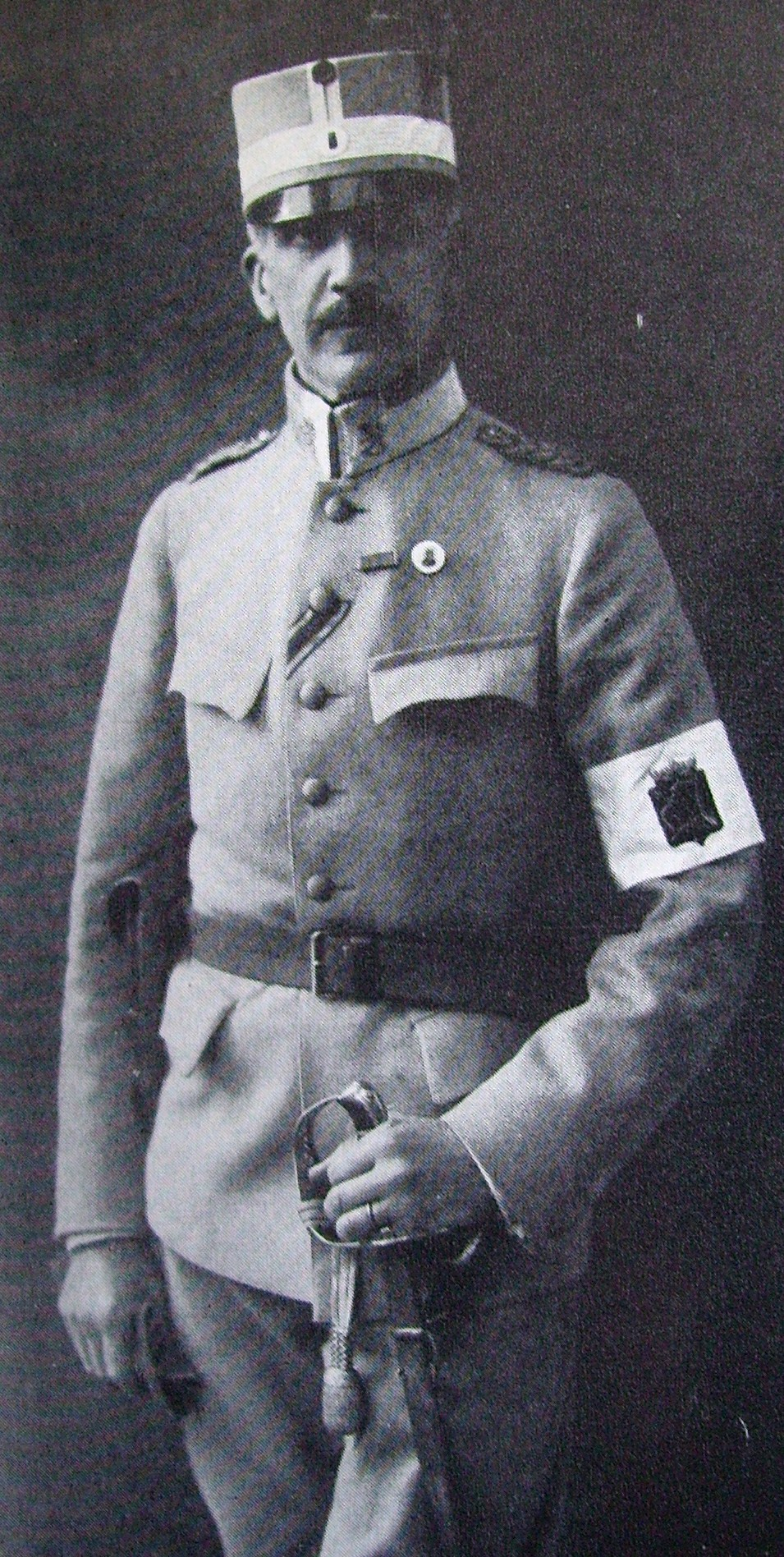
Ernst Linder remporte l'épreuve de dressage.

L'épreuve de dressage se déroule pour la première fois de son histoire sur une carrière de 60 m de long et 20 m de large. Chaque cavalier dispose de 10 minutes pour réaliser la totalité de la reprise prescrite après le salut aux juges. La reprise comprend un enchainement de figures aux trois allures comprenant du travail rassemblé et allongé, des demi-tours sur les hanches, des appuyers, du reculer, des changements de pied, une serpentine au galop et des arrêts,. Les mouvements de haute école ne sont pas autorisés.
Vingt-sept cavaliers se sont engagés dans l'épreuve de dressage en individuel pour le compte de neuf nations, mais ils ne sont que 24 à prendre part à la compétition. Le suédois Ernst Linder remporte l'épreuve avec un score de 1 382 points. Un autre suédois Bertil Sandstrom prend la seconde place avec 1 379 points et le français Xavier Lesage est troisième avec 1 329 points.
| Médaille                            | Cavalier         | Pays   | Cheval      | Points ajustés | Points totaux |
| ----------------------------------- | ---------------- | ------ | ----------- | -------------- | ------------- |
| Médaille d'or, Jeux olympiques      | Ernst Linder     | Suède  | Piccolomini | 276,4          | 1 382         |
| Médaille d'argent, Jeux olympiques  | Bertil Sandstrom | Suède  | Sabel       | 275,8          | 1 379         |
| Médaille de bronze, Jeux olympiques | Xavier Lesage    | France | Plumard     | 265,8          | 1 329         |

### Concours complet

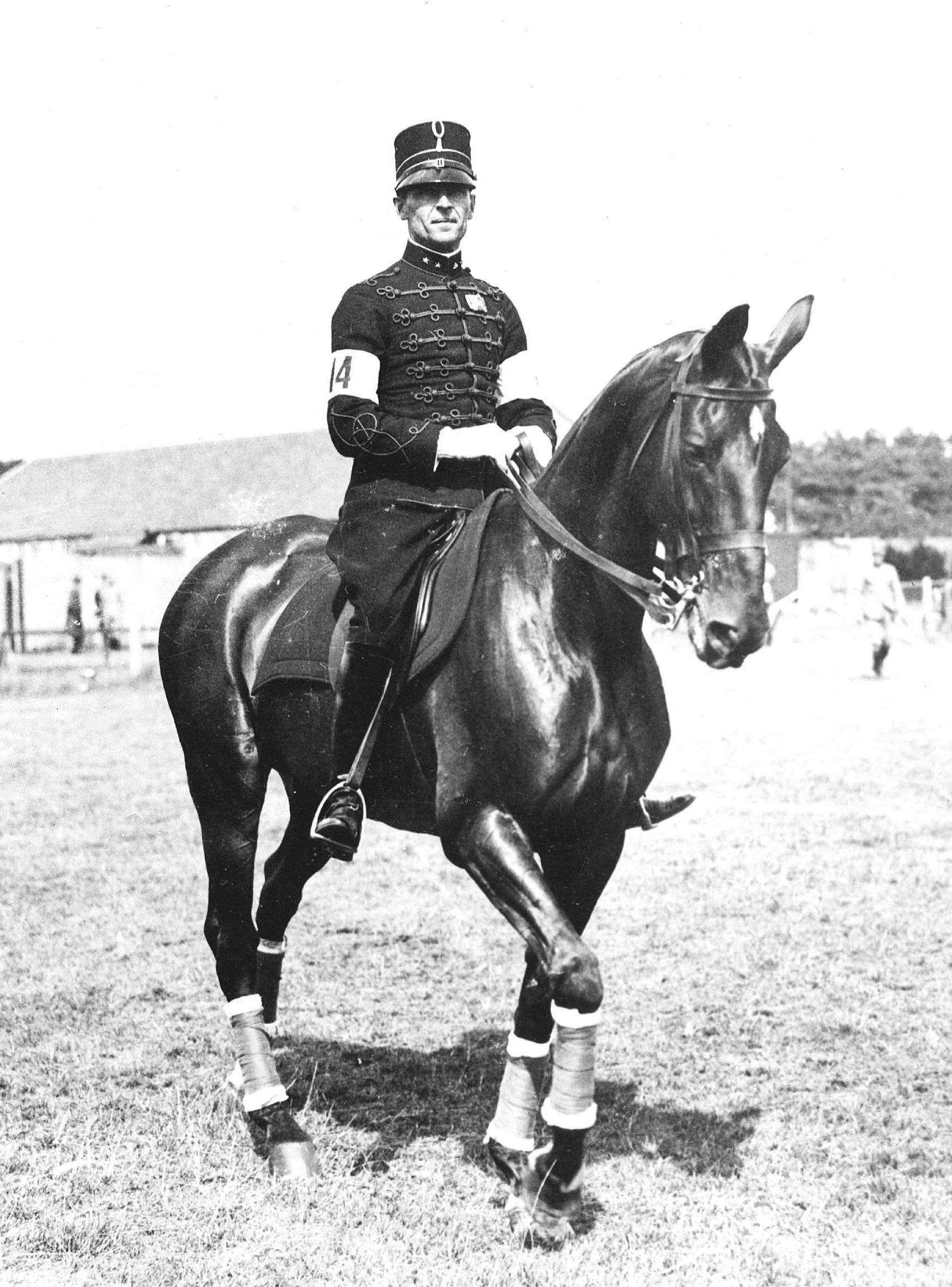
Adolf Van der Voort Van Zijp, ici en 1928, remporte la médaille d'or en individuel et par équipe.

Lors de cette édition, l'épreuve de dressage revient dans la composition des différentes épreuves du concours complet, après son absence lors de l'édition de 1920. L'ordre des épreuves est également modifié. Le dressage ouvre la compétition, suivi du cross et du saut d'obstacles. La compétition dure quatre jours dont deux jours pour le dressage. La reprise de dressage se déroule sur une carrière de 60 m par 20 m. Les concurrents peuvent choisir l'allure de leur choix pour rentrer sur le carré,. Ils doivent effectuer une reprise aux trois allures composée d'un travail au pas, de trot ordinaire, de trot allongé, de trot ralenti, de galop ordinaire et de galop allongé. Cette reprise inclut également des cercles, du contre-galop, des arrêts et du reculer,. L'épreuve de fond est quant à elle composée d'un premier routier de 7 km, d'un steeple-chase de 4 km, d'un second routier de 15 km, d'un cross de 8 km et d'un « canter » de 2 km. Enfin l'épreuve de saut d'obstacles détermine si le cheval est toujours capable d'enchaîner un parcours après avoir un fourni un gros effort la veille. Le parcours est composé de 12 obstacles avec des obstacles allant de 1,10 m à 1,15 m. Il doit être réalisé à une vitesse de 375 mètres par minute.
Le règlement indique que les chevaux doivent porter un poids minimum de 75 kg, sauf pour le dressage où le poids est libre.
Quarante-sept cavaliers représentant 14 pays se sont engagés dans les épreuves de concours complet, mais ils ne sont finalement que 44 pour représenter 13 pays à prendre part à la compétition. Dans l'épreuve de dressage, les quatre concurrents néerlandais prennent les quatre premières places du classement. Et c'est le néerlandais Adolf Van der Voort Van Zijp qui remporte la médaille d'or en individuel devant le danois Frode Kirkebjerg et le major américain Sloan Doak,.
Dans la compétition par équipe, les Pays-Bas remportent la médaille d'or, la Suède la médaille d'argent et l'Italie la médaille de bronze.
| Médaille                            | Cavalier                     | Pays       | Cheval       | Points  |
| ----------------------------------- | ---------------------------- | ---------- | ------------ | ------- |
| Médaille d'or, Jeux olympiques      | Adolf Van der Voort Van Zijp | Pays-Bas   | Silver Piece | 1 976   |
| Médaille d'argent, Jeux olympiques  | Frode Kirkebjerg             | Danemark   | Metoo        | 1 853,5 |
| Médaille de bronze, Jeux olympiques | Sloan Doak                   | États-Unis | Pathfinder   | 1 845,5 |

| Médaille                            | Pays     | Cavaliers                                                                                        | Points cumulés |
| ----------------------------------- | -------- | ------------------------------------------------------------------------------------------------ | -------------- |
| Médaille d'or, Jeux olympiques      | Pays-Bas | Adolph van der Voort van Zijp Charles Pahud de Mortanges Gerard de Kruijff Antonius Colenbrander | 5 297,5        |
| Médaille d'argent, Jeux olympiques  | Suède    | Claës König Torsten Sylvan Gustaf Hagelin Carl Gustaf Lewenhaupt                                 | 4 743,5        |
| Médaille de bronze, Jeux olympiques | Italie   | Alberto Lombardi Alessandro Alvisi Emanuele di Pralormo Tommaso Lequio di Assaba                 | 4 512,5        |

### Saut d'obstacles
Le parcours est composé de 16 obstacles d'aspect massif ayant une hauteur comprise entre 1,25 m et 1,40 m. La rivière a une longueur inférieure à 4 m. Le parcours a une longueur totale de 1 060 m et doit être réalisé à une vitesse de 400 m par minute. Les fautes sont totalisées par des points.
Cinquante-quatre cavaliers représentant 15 pays se sont engagés dans les épreuves de saut d'obstacles, mais seuls 43 concurrents représentant 11 pays prennent part à la compétition. Aucun concurrent ne parvient à réaliser le parcours sans faute. En individuel, le suisse Alphonse Gemuseus gagne l'épreuve avec 6 points de pénalité. L'italien Tommaso Lequio di Assaba remporte l'argent avec 8 points 3/4 et le polonais Adam Królikiewicz prend le bronze avec 10 points. Le concours par équipe n'a pas donné lieu à un autre parcours. Le classement a donc été établi sur la base des scors du concours individuel. La Suède remporte l'or, suivie de la Suisse médaille d'argent et du Portugal médaille de bronze.
| Médaille                            | Cavalier                 | Pays    | Cheval   | Points |
| ----------------------------------- | ------------------------ | ------- | -------- | ------ |
| Médaille d'or, Jeux olympiques      | Alphonse Gemuseus        | Suisse  | Lucette  | 6      |
| Médaille d'argent, Jeux olympiques  | Tommaso Lequio di Assaba | Italie  | Trebecco | 8,75   |
| Médaille de bronze, Jeux olympiques | Adam Królikiewicz        | Pologne | Picador  | 10     |

| Médaille                            | Pays     | Cavaliers                                              | Points cumulés |
| ----------------------------------- | -------- | ------------------------------------------------------ | -------------- |
| Médaille d'or, Jeux olympiques      | Suède    | Ake Thelning Axel Ståhle Age Lundström                 | 42,25          |
| Médaille d'argent, Jeux olympiques  | Suisse   | Alphonse Gemuseus Werner Stuber Hans Bühler            | 50             |
| Médaille de bronze, Jeux olympiques | Portugal | António Borges d'Almeida Hélder de Souza José Mouzinho | 53             |

## Médailles
La Suède remporte le plus grand nombre de médailles lors de ces compétitions équestres avec quatre médailles dont deux en or. Elle est suivie par les Pays-Bas qui remportent deux médailles en or, et de la Suisse avec également deux médailles mais seulement une médaille d'or.
|   | Nation     | Or | Argent | Bronze | Total |
| - | ---------- | -- | ------ | ------ | ----- |
| 1 | Suède      | 2  | 2      | 0      | 4     |
| 2 | Pays-Bas   | 2  | 0      | 0      | 2     |
| 3 | Suisse     | 1  | 1      | 0      | 2     |
| 4 | Italie     | 0  | 1      | 1      | 2     |
| 5 | Danemark   | 0  | 1      | 0      | 1     |
| 6 | France     | 0  | 0      | 1      | 1     |
| 6 | Pologne    | 0  | 0      | 1      | 1     |
| 6 | Portugal   | 0  | 0      | 1      | 1     |
| 6 | États-Unis | 0  | 0      | 1      | 1     |

## Bilan
Les épreuves équestres ont rassemblé 18 848 spectateurs et ont généré 96 365 francs de recette.